# Votação limitada
Votação Limitada é um tipo de sistema de votação de vencedor múltiplo em que o eleitor tem direito a mais de um voto, porém, não pode votar o número de vezes igual ao número de assentos disputados. Se existirem 3 candidatos, por exemplo, o eleitor só tem direito em votar em 2 diferentes.

## No Brasil
Esse tipo de votação foi adotada no Brasil após a abolição do voto distrital, no Brasil Império, com a chamada "Lei do Terço"  de 1875. Nessa lei, os eleitores da paróquia podiam dar o número de votos igual a dois terços do número de assentos.
Em 1892, já com o voto distrital, e com a lei Nº 35 DE 1892, o voto do eleitor foi limitado também. O eleitor tinha direito a um número de votos correspondente a dois terços do número de deputados do distrito.